# Convocación
Convocación (del latín convocatĭo, -ōnis) es la acción de convocar, llamar a reunión. Es poco usada como denominación genérica, usándose más bien "convocatoria" (metonímicamente, puesto que en realidad esta palabra designa al "anuncio o escrito con que se convoca"). Su uso particular se restringe a los ámbitos académico y eclesiástico del mundo anglosajón.

## Ámbito académico
En algunas universidades británicas, norteamericanas o australianas, el término convocation ("convocación") es uno de los cuerpos representativos, compuesto por la totalidad de los alumnos de la universidad. Se suele designar con el mismo término a las ceremonias que requieren la presencia de todos los alumnos (como las de graduación).

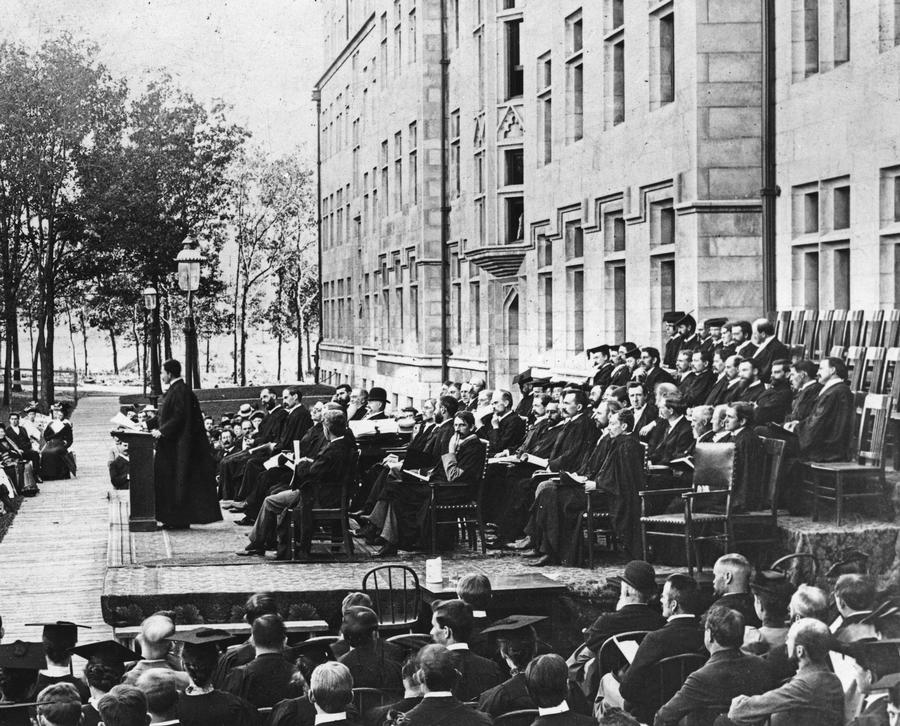
Convocation en la Universidad de Chicago (1894).
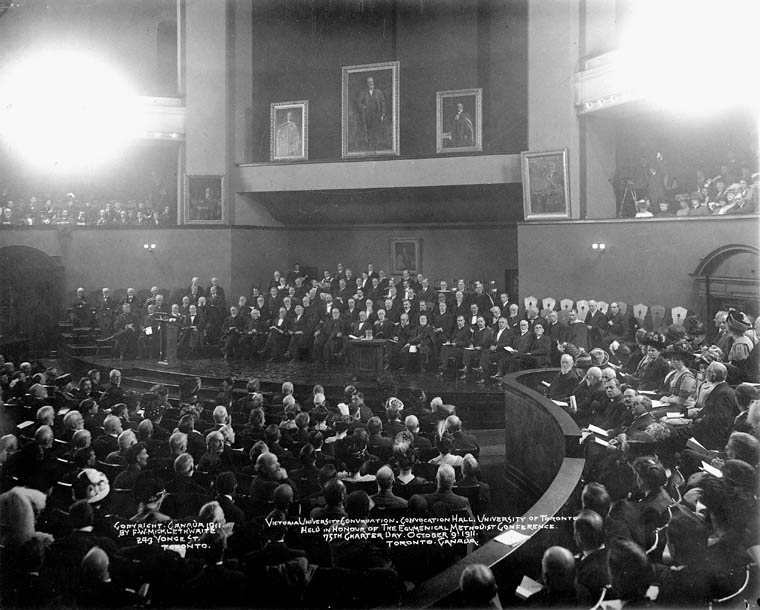
Convocation en la Universidad de Toronto (1911).
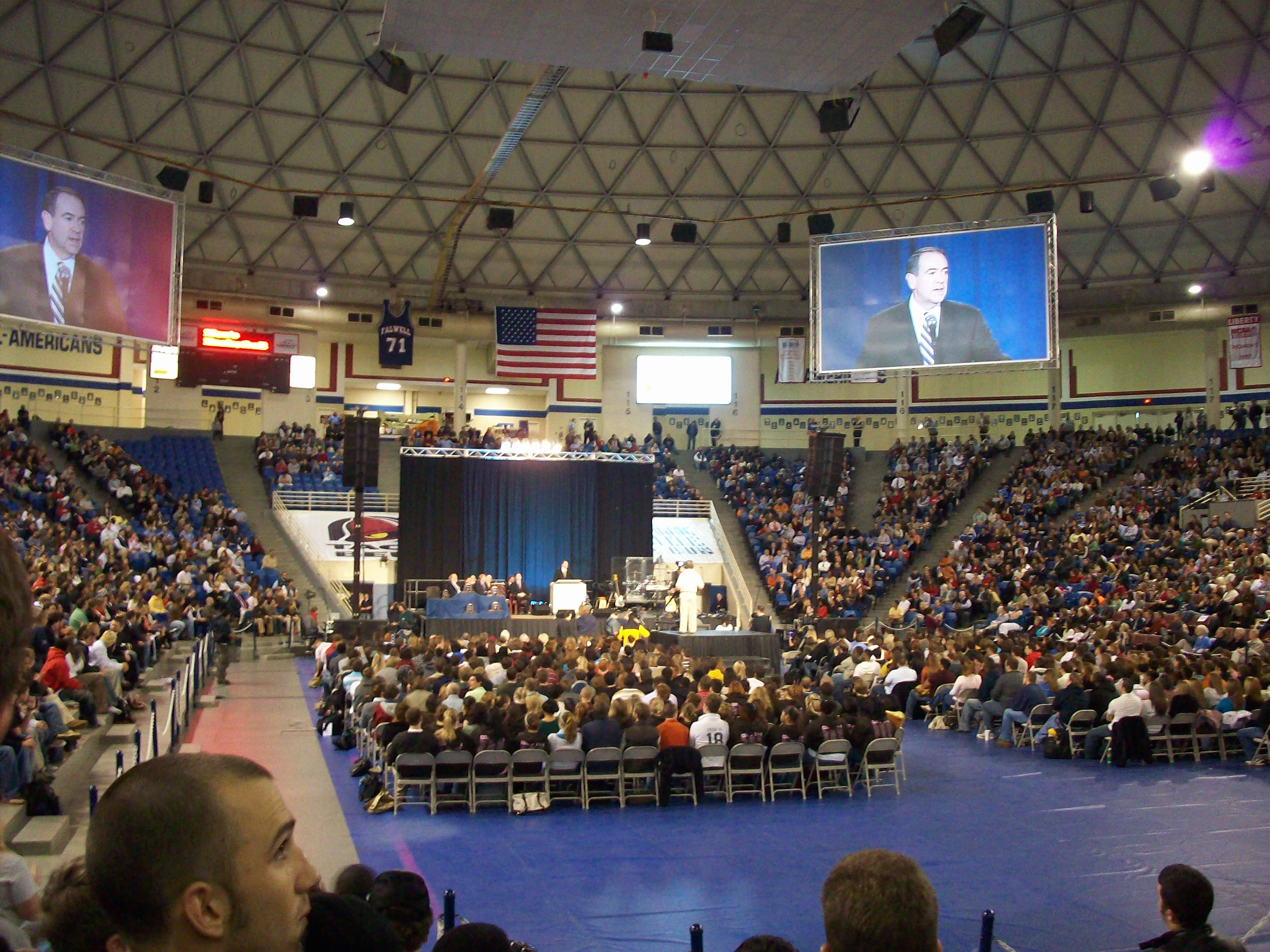
Convocation en la Universidad Liberty.
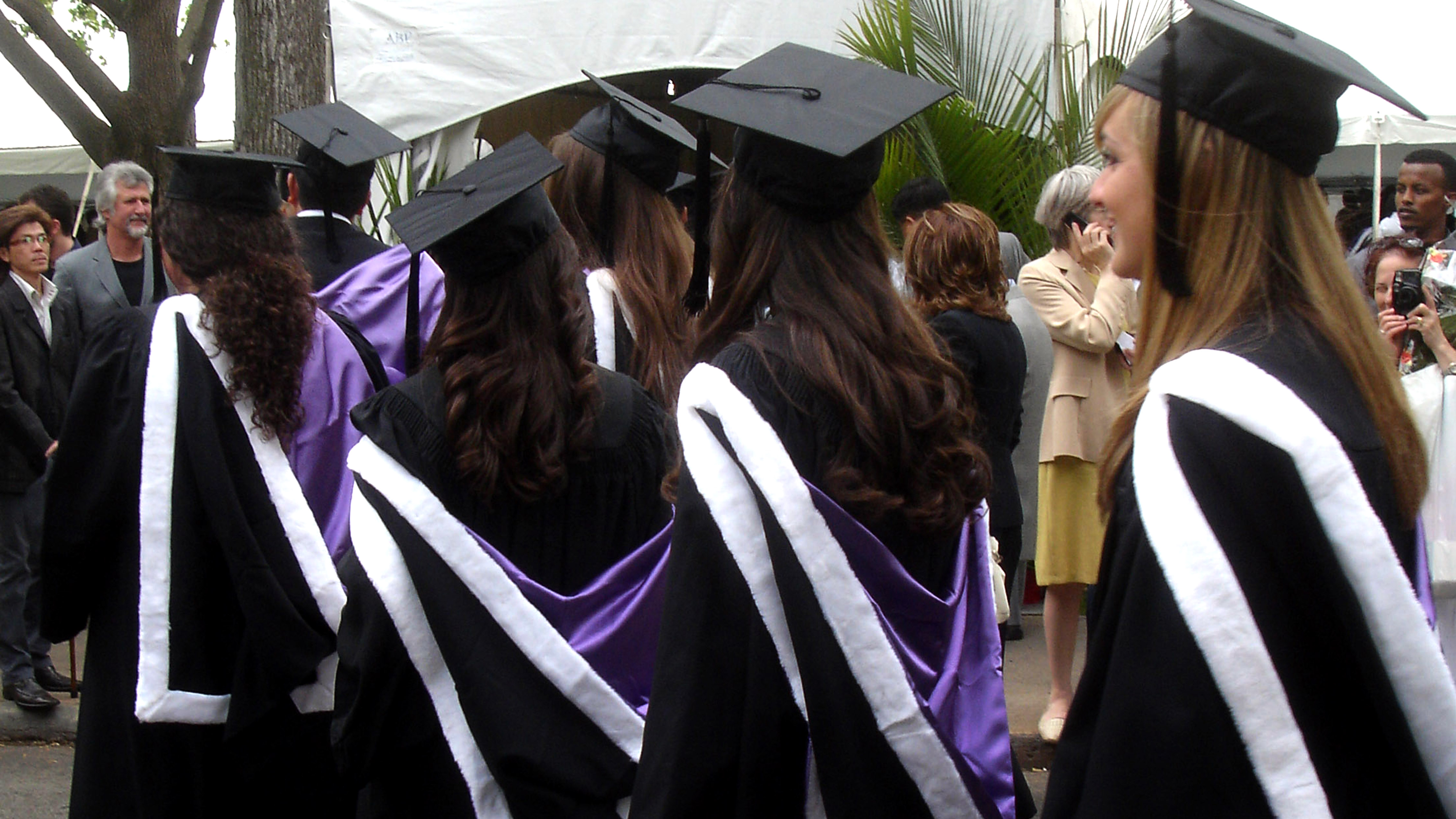
Alumnos acudiendo a una convocation de la Universidad McGill.
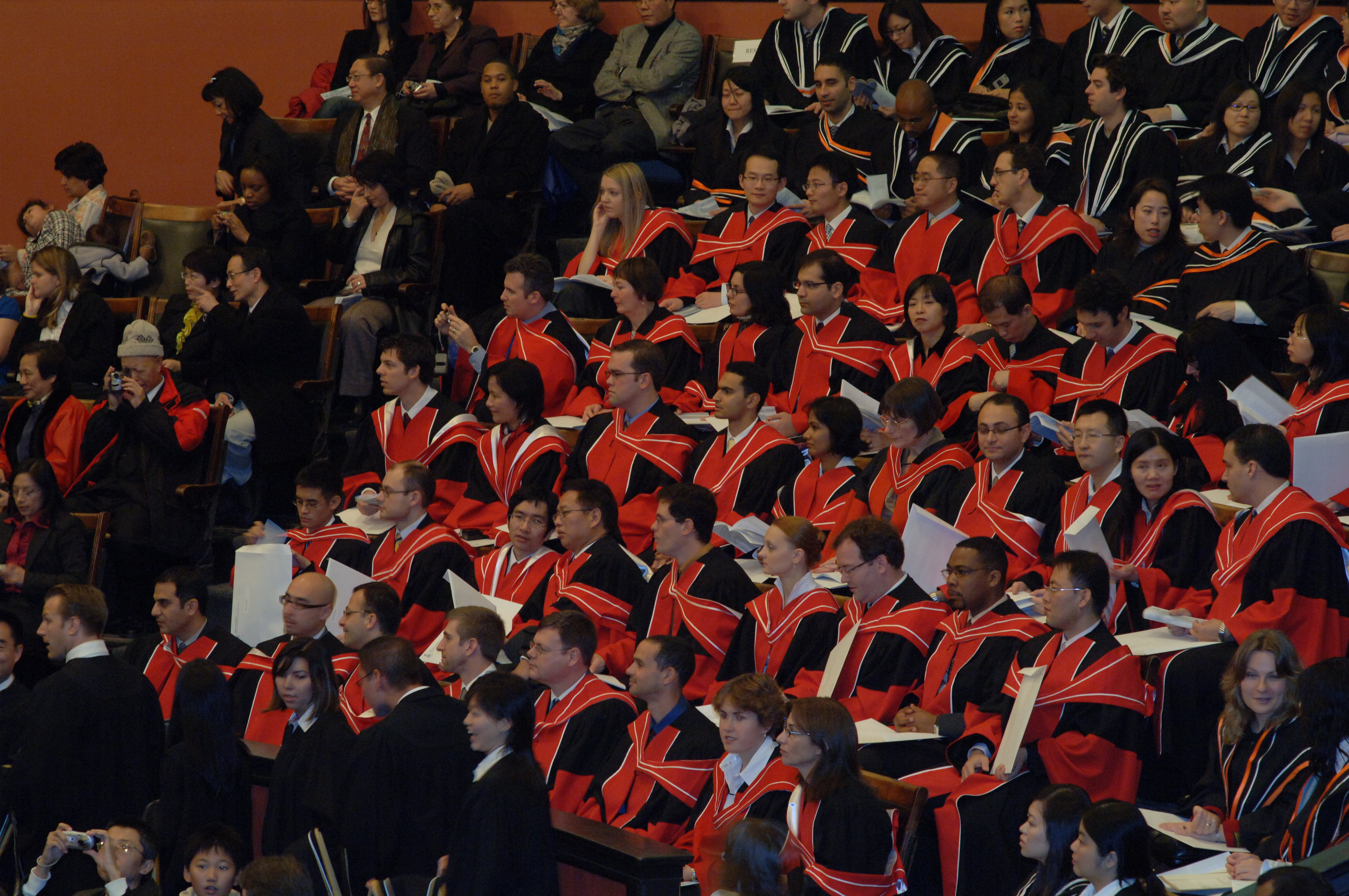
Asistentes a la convocation en una universidad.
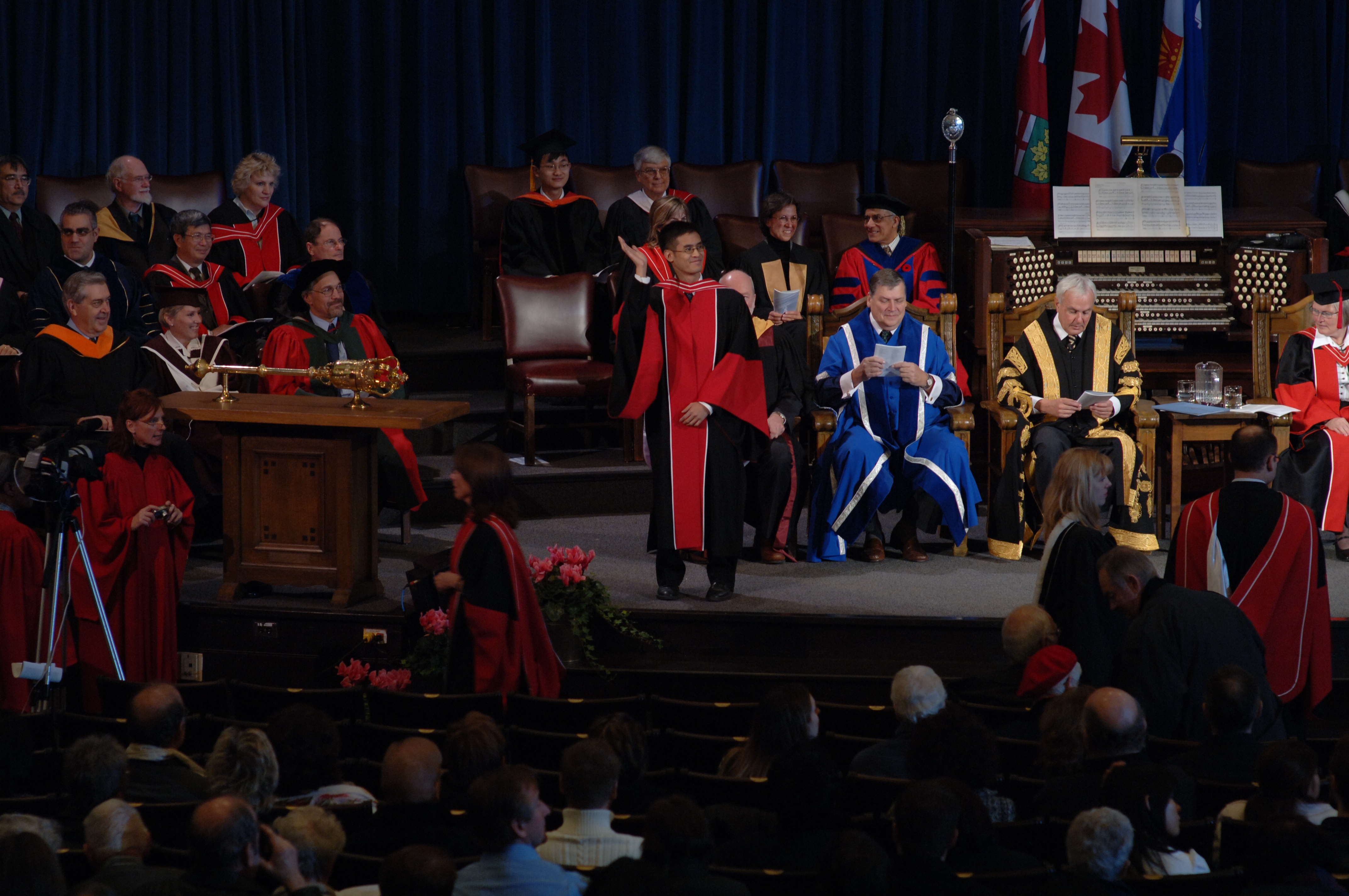
Tribuna de la misma ceremonia.

Uno de los edificios de la Universidad de Oxford es la Convocation House. Idéntico nombre  tiene un edificio de la Universidad de Mumbai.

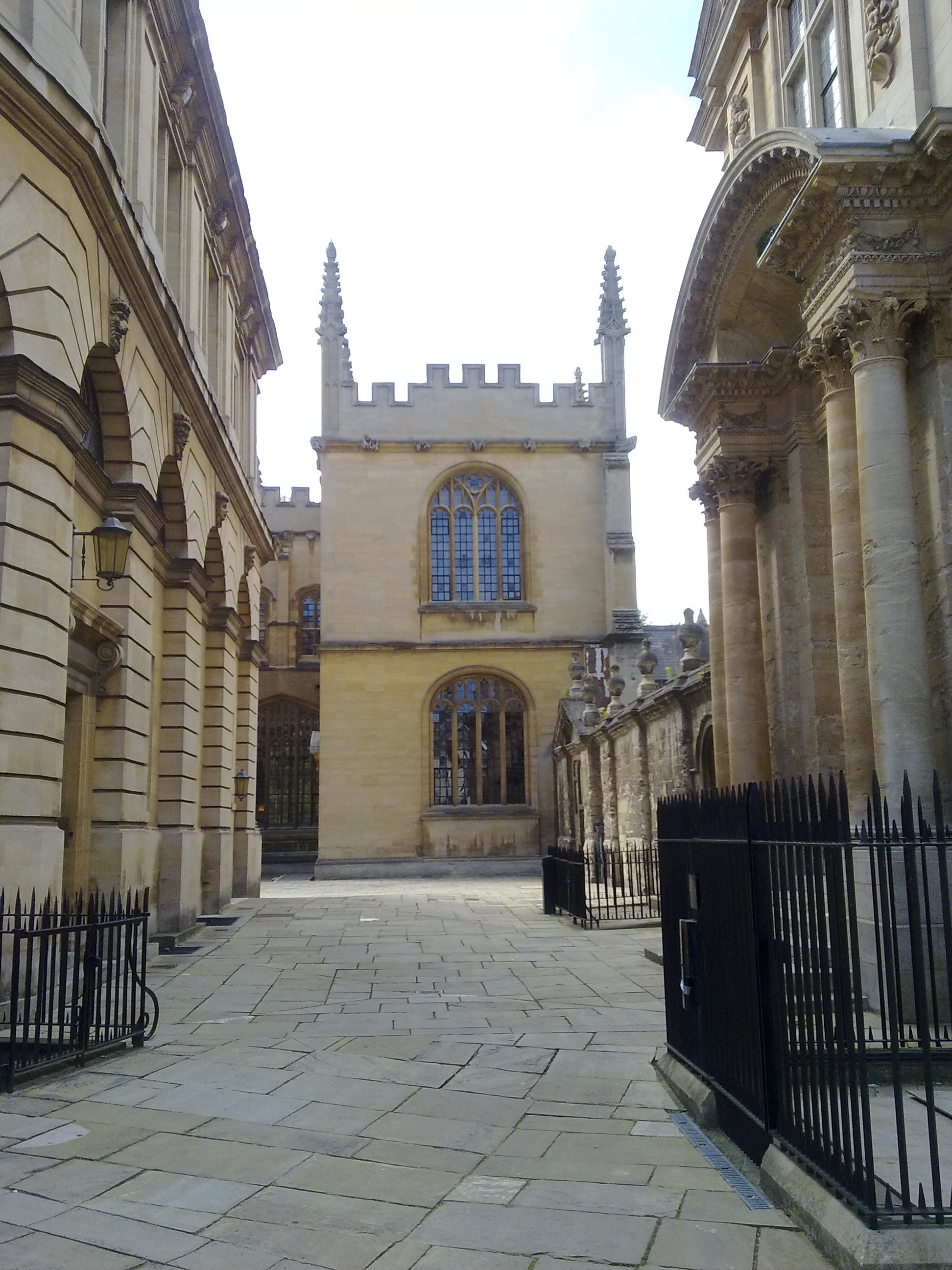
Exterior del edificio de Oxford.
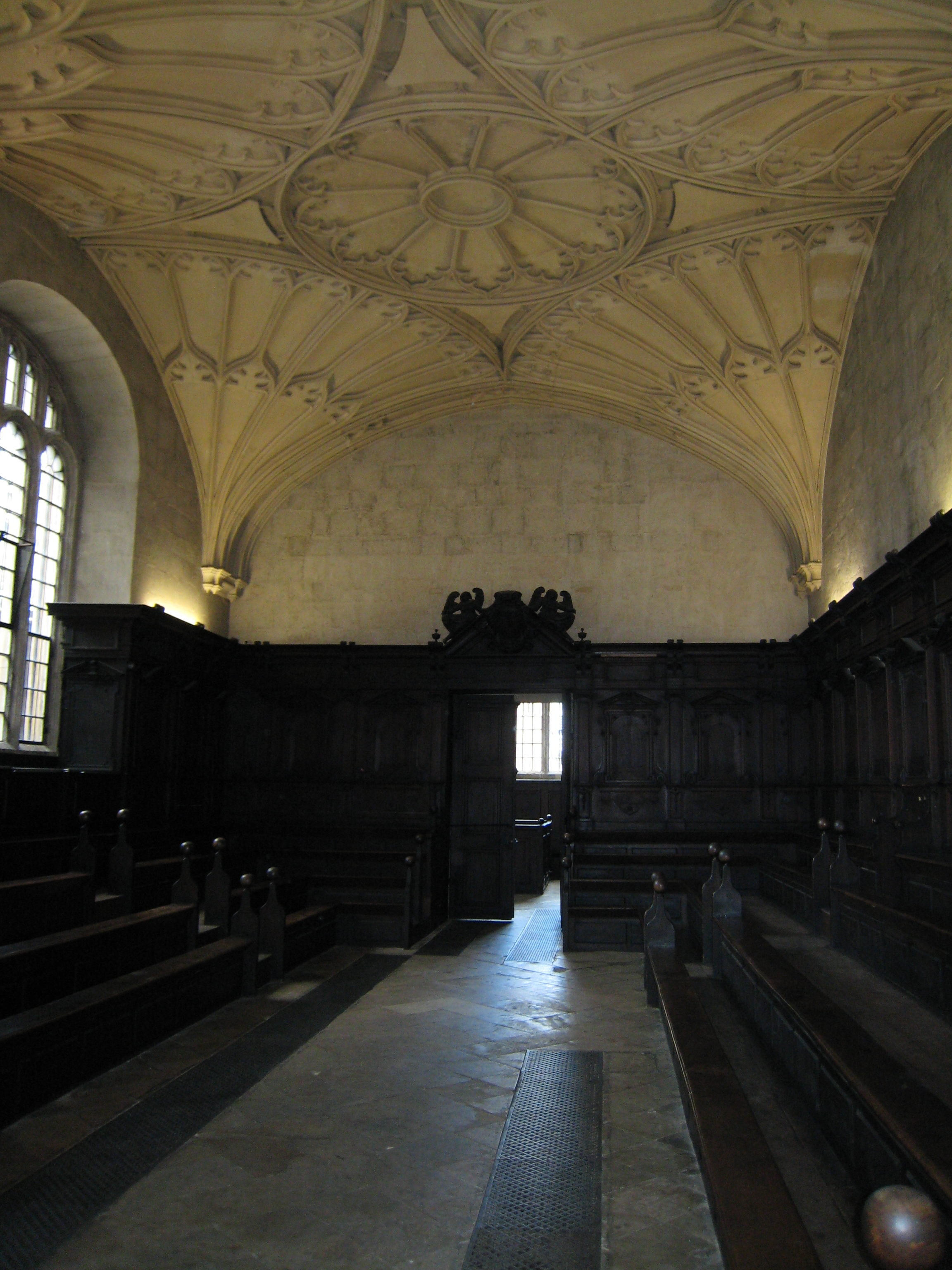
Interior del edificio de Oxford.
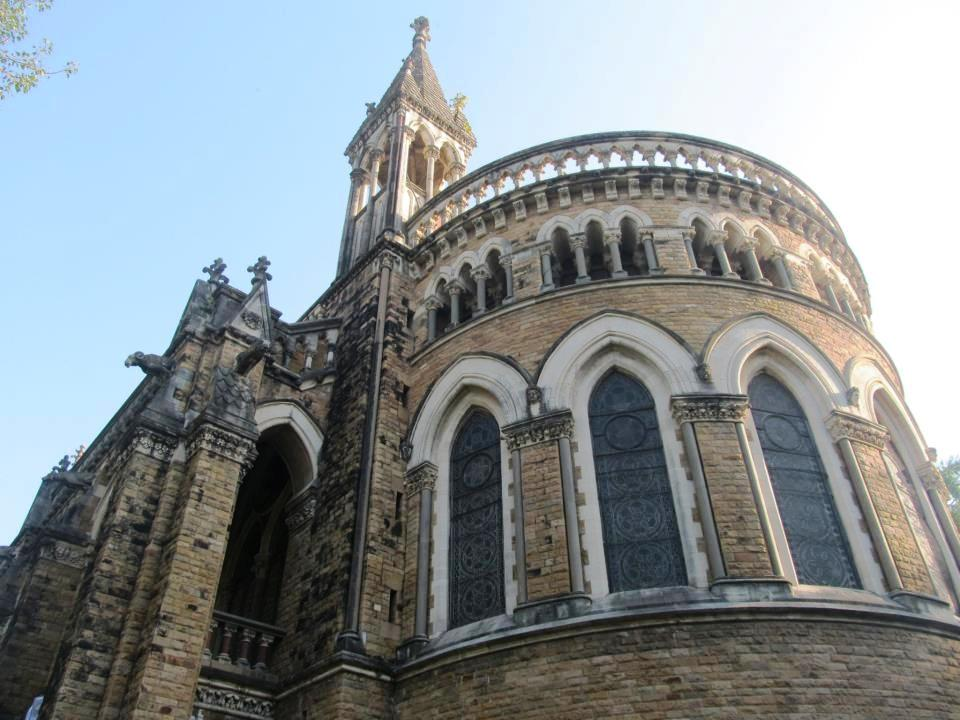
Edificio de Mumbai.

## Ámbito eclesiástico

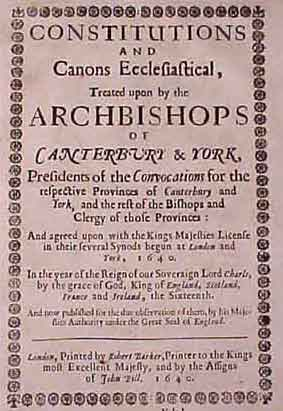

La Convocación del Clero Inglés (Convocation of English Clergy) es la denominación que se da en la Iglesia de Inglaterra a una reunión de clérigos (equivalente, en ciertos aspectos, a un sínodo provincial católico, aunque en otros difiere notablemente). La institución se denomina como reunión conjunta de las "convocaciones" de las dos provincias de la Iglesia de Inglaterra (Canterbury y York -Convocations of Canterbury and York-). Como cuerpo de autogobierno de la Iglesia de Inglaterra fue disuelta por Jorge I en 1717, debido a la controversia bangoriana. Fue el antecedente histórico del actual Sínodo General de la Iglesia de Inglaterra (General Synod of the Church of England).